# Vinkivtsi
Vinkivtsi (ukrainien : Віньківці, russe : Виньковцы) est une commune urbaine de l'oblast de Khmelnytskyï, en Ukraine. Elle compte 5 900 habitants.